# Кадміювання
Кадміюва́ння (англ. cadmium plating) — процес а також, результат нанесення на поверхню металевих виробів шару кадмію для захисту від атмосферної корозії та з метою декорування.
Кадмієві покриття (завтовшки 12…36 мкм) захищають металеві вироби (переважно з високоміцних і пружинних сталей) від корозії (переважно в атмосфері приморських районів, що містить хлориди) за температур експлуатації, що не перевищують 250°C. Кадміюванню піддають відповідальні деталі суден, літаків, а також вироби, що призначені для експлуатації в умовах тропічного клімату. Кадміювання розглядається як альтернатива до цинкування, але є значно дорожчим від цинкування чи нікелювання і його застосування у багатьох країнах є забороненим через високу токсичність сполук кадмію та великий ризик забруднення навколишнього середовища.

## Властивості кадмієвих покрить

### Технологічні властивості
Твердість покриття 30…50 НВ. Кадмієві покриття є еластичними, легко піддаються деформуванню при розвальцюванні, штампуванні, гнутті, свіжоосаджені покриття добре паяються з безкислотними флюсами, здатність до паяння після тривалого зберігання у них краща, ніж у цинкових покрить.

### Хімічні властивості
Хімічні властивості кадмію є аналогічними до властивостей цинку, однак він є стійкішим у кислих та нейтральних розчинах.
У гальванічній парі із залізом внаслідок малої різниці у потенціалах кадмій може виконувати функції анода або катода залежно від умов експлуатації. Так у морській воді (розчини хлоридів та сульфатів) кадмій є анодом відносно заліза і добре захищає його від корозії, зате в умовах дії вуглекислоти кадмій стає катодом і захисні властивості його втрачаються.

### Експлуатаційні властивості
На поверхні кадмієвого покриття в атмосферних умовах утворюються продукти корозії у вигляді світло-сірої плівки з карбонатів кадмію (CdCO3) товщиною 5…10 мкм, яка, як і у випадку цинкового покриття дещо гальмує корозійний процес.
В атмосфері, що містить промислові викиди, утворюються також сульфати кадмію (CdSO4), які є розчинними у воді, в результаті чого захисні властивості кадмію є значно гіршими ніж цинку. Кадмій досить швидко руйнується при контакті з оліфою, мастильними та паливними матеріалами, що містять сірку. Кадмієві покриття мають переваги перед цинковими в умовах морської атмосфери, через що знайшли застосування для захисту деталей суднової апаратури й обладнання суднових та портових споруд.
При виборі покриття слід враховувати високу вартість кадмію й токсичність та пилу кадмієвого та продуктів його корозії.
Захисні властивості кадмієвого покриття суттєво покращуються додатковим обробленням у хроматних розчинах (пасивування) або фосфатуванням.

## Технології нанесення кадмієвого покриття
Розрізняють кадміювання електрохімічне — електролізом у водних розчинах простих кислих або складних комплексних солей кадмію і вакуумне.
Електролітичне осадження кадмію може здійснюватись з розчинів, що містять різні його сполуки як у вигляді простих солей кадмію з додаванням колоїдів (желатини або клею), так і у вигляді комплексних сполук (для складних профілів поверхонь нанесення). Для промислового кадміювання застосування знайшли ціанисті електроліти, що забезпечують високу якість покрить і стабільність процесу, а також, неціанисті кислі електроліти: сульфатні, борфтористоводневі, фенолсульфонові та аміакатні. В усіх електролітах кадмій перебуває у двовалентній формі і його електрохімічний еквівалент становить 2,2 г/А·год.